# Col des Aravis

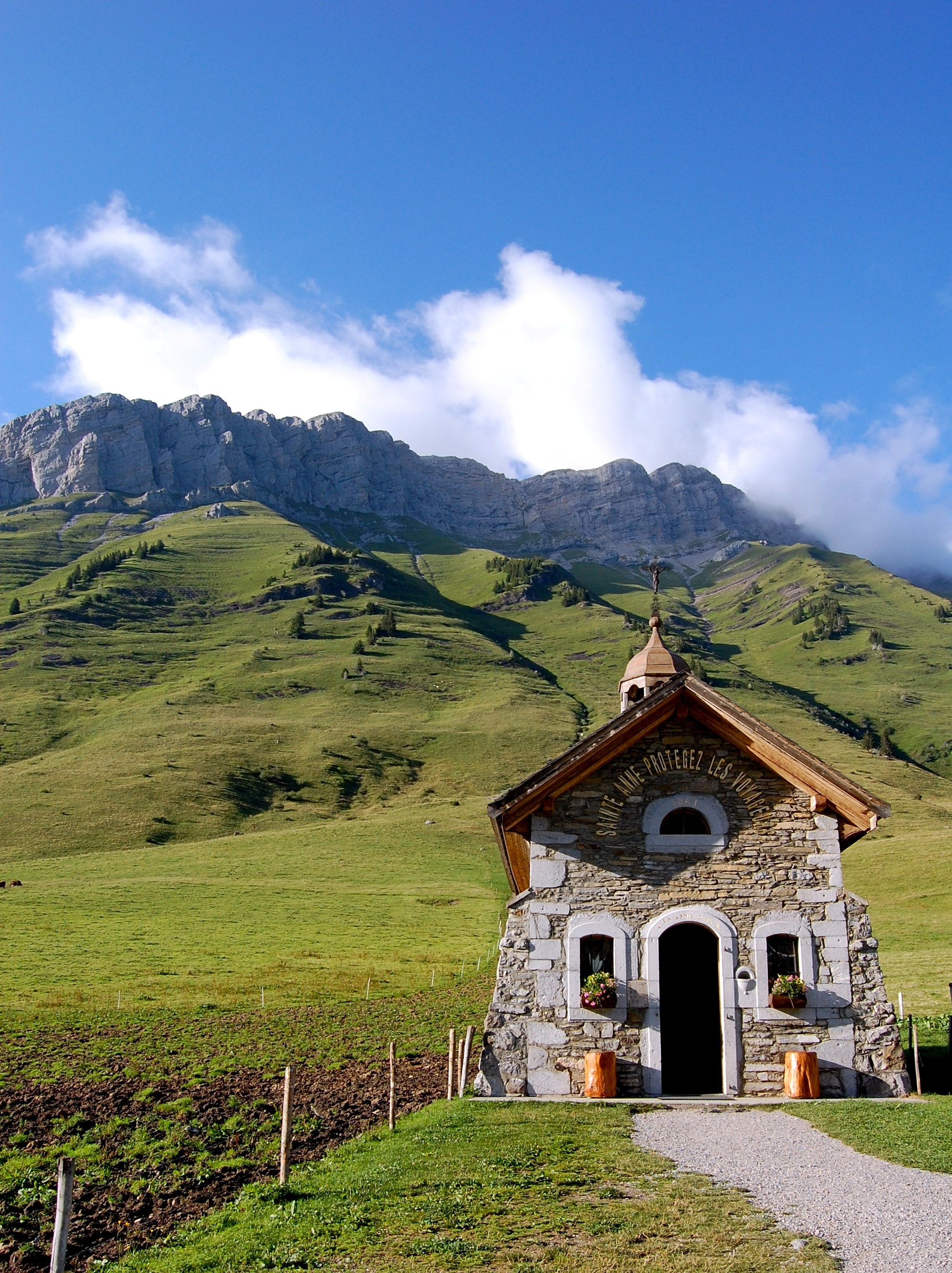
Col des Aravis

El Col des Aravis (en francés col des Aravis) es un puerto de montaña que une la común de La Clusaz, al alta Saboya, de La Giettaz, en la Saboya. Por el cuello  pasa la carretera D 909, que constituye el punto de paso más bajo que atraviesa la Cordillera de Aravis, a 1.486 m de altitud. A pesar de tener una altura modesta, sus fuertes desniveles hacen que sea muy conocido entre los ciclistas.

## Ciclismo

### Detalles de la ascensión
La ascensión al cuello de Aravis se puede hacer por dos vertientes. Desde Thônes la ascensión tiene 18,9 km de longitud al 4,6 % de media, con rampas que llegan al 8 %. Desde Flumet la ascensión tiene 11,5 kilómetros al 5 % de media y rampas de hasta el 11 %.

### Al Tour de Francia
El cuello de Aravis ha sido superado en 42 ocasiones por el Tour de Francia, siendo la primera de ellas el 1911. En las últimas ocasiones en que ha sido superado ha sido clasificado como puerto de segunda categoría. Los diferentes ciclistas que han pasado en primera posición por el cuello han sido:
| - 1911: Émile Georget y Paul Duboc - 1912: Eugène Christophe - 1913: Marcel Buysse - 1914: Philippe Thys - 1919: Honoré Barthélémy - 1920: Firmin Lambot - 1921: Léon Scieur - 1922: Émile Masson - 1923: Henri Pélissier - 1924: Giovanni Brunero - 1925: Ottavio Bottecchia - 1926: Omer Huyse - 1927: Charles Martinet - 1928: Julien Moineau - 1929: Nicolas Frantz - 1930: Marcel Mazeyrat - 1931: Antonin Magne - 1932: Joseph Demuysere - 1933: Alfons Schepers - 1934: Félicien Vervaecke - 1935: René Vietto | - 1936: Federico Ezquerra - 1937: Gino Bartali - 1948: Gino Bartali - 1955: Charly Gaul - 1960: Fernando Manzaneque - 1968: Barry Hoban - 1975: Lucien Van Impe - 1980: Ludo Loos - 1982: Marino Lejarreta - 1983: Jacques Michaud - 1984: Robert Millar - 1987: Eduardo Chozas - 1990: Thierry Claveyrolat - 1991: Thierry Claveyrolat - 2000: Marco Pantani - 2002: Mario Aerts - 2006: Patrice Halgand - 2010: Jérôme Pineau - 2016: Thomas de Gendt - 2020: Richard Carapaz - 2023: Marc Soler |